# Жанровая городская скульптура
Жа́нровая городска́я скульпту́ра — вид уличной скульптуры, характерной особенностью которого является демонстративно подчёркнутые отсутствие монументальности и демократизм. Получил широкое распространение в 1990-е годы и в XXI веке.
С целью органического вхождения в городскую среду и её оживления объекты жанровой городской скульптуры, как правило, устанавливаются без постамента и даже подиума, что в наибольшей степени приближает их к зрителю. Претензия на увековечение какого-либо исторического события или личности наблюдается в них не всегда. Скульптуры скорее апеллируют к чувству юмора и в ряде случаев демонстрируют иронию и сарказм по поводу общих, взятых из повседневной жизни, тем. Далеко не все подобные скульптуры имеют название, предоставляя зрителю возможность самому придумать его.

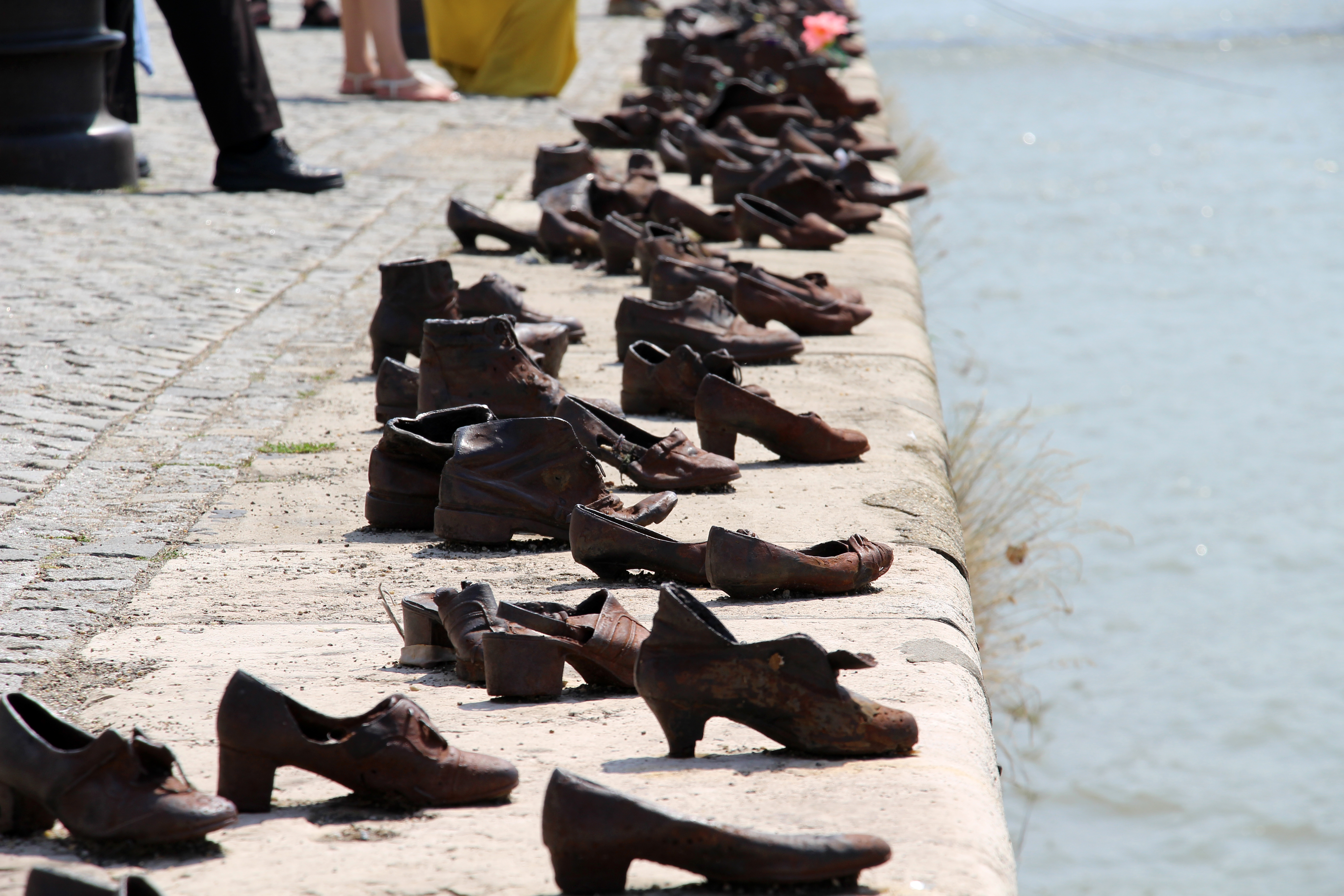
Туфли на набережной Дуная
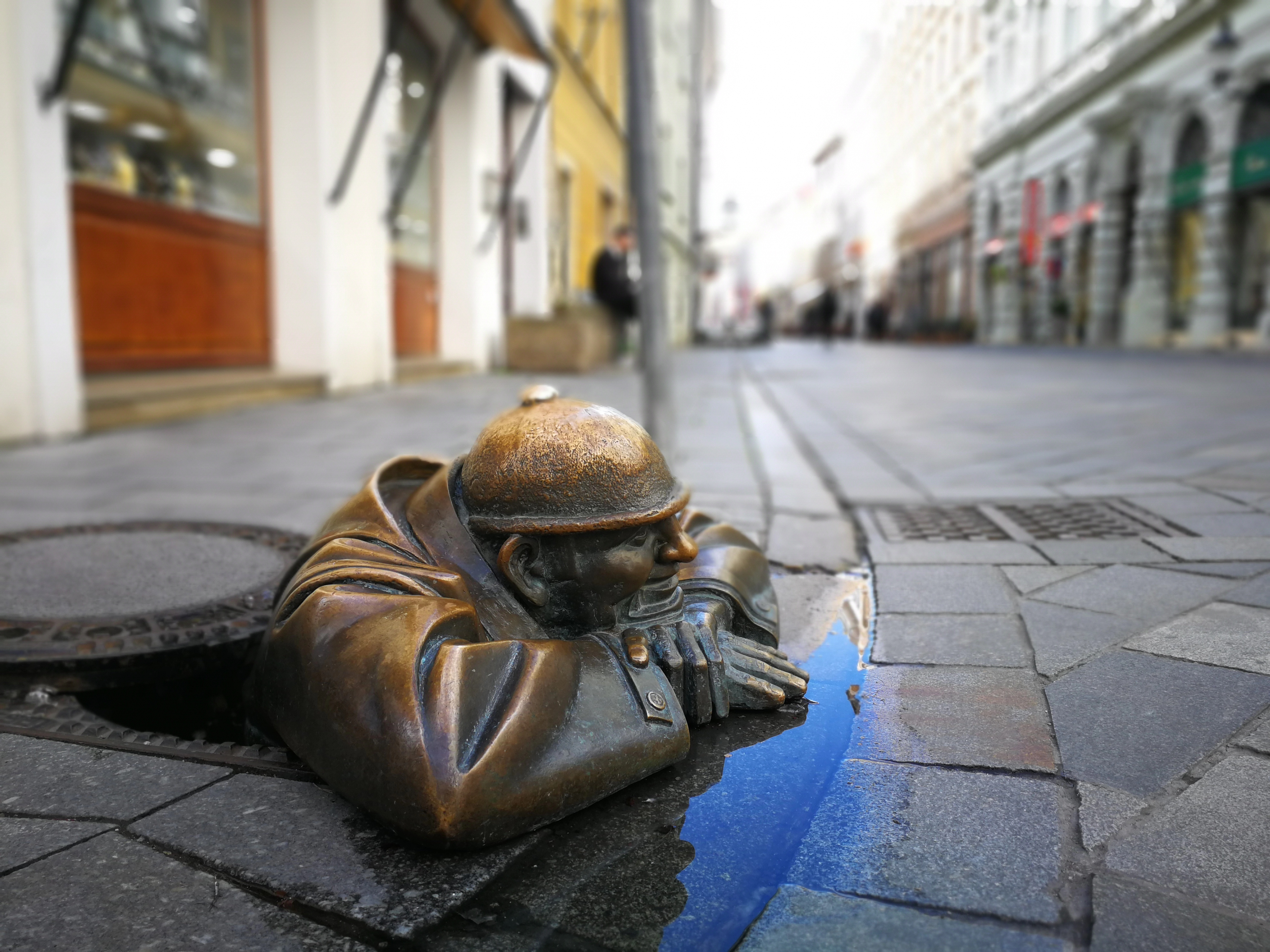
Памятник сантехнику в Братиславе
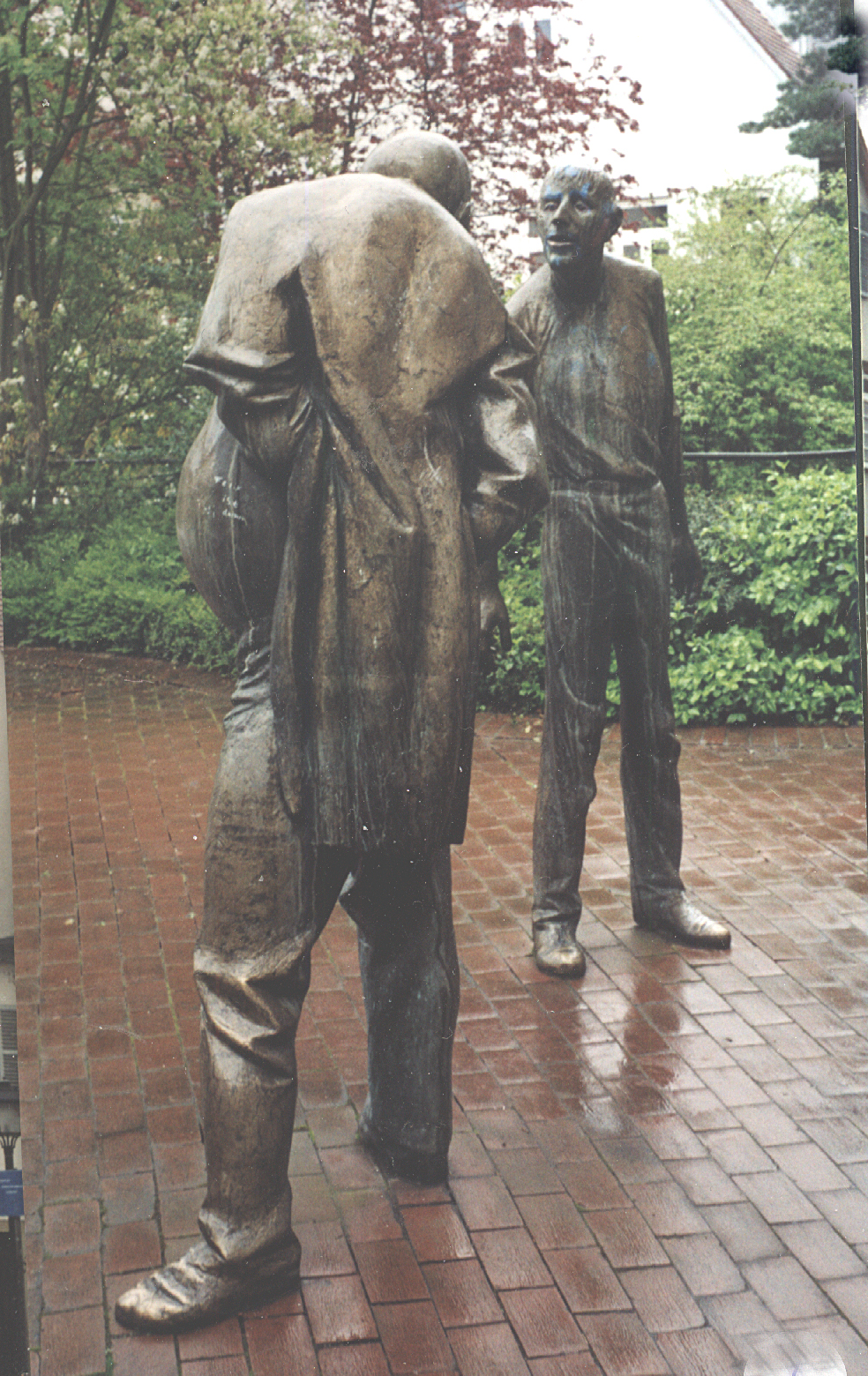
Дискуссия. Уличная сцена. Тюбинген, Германия
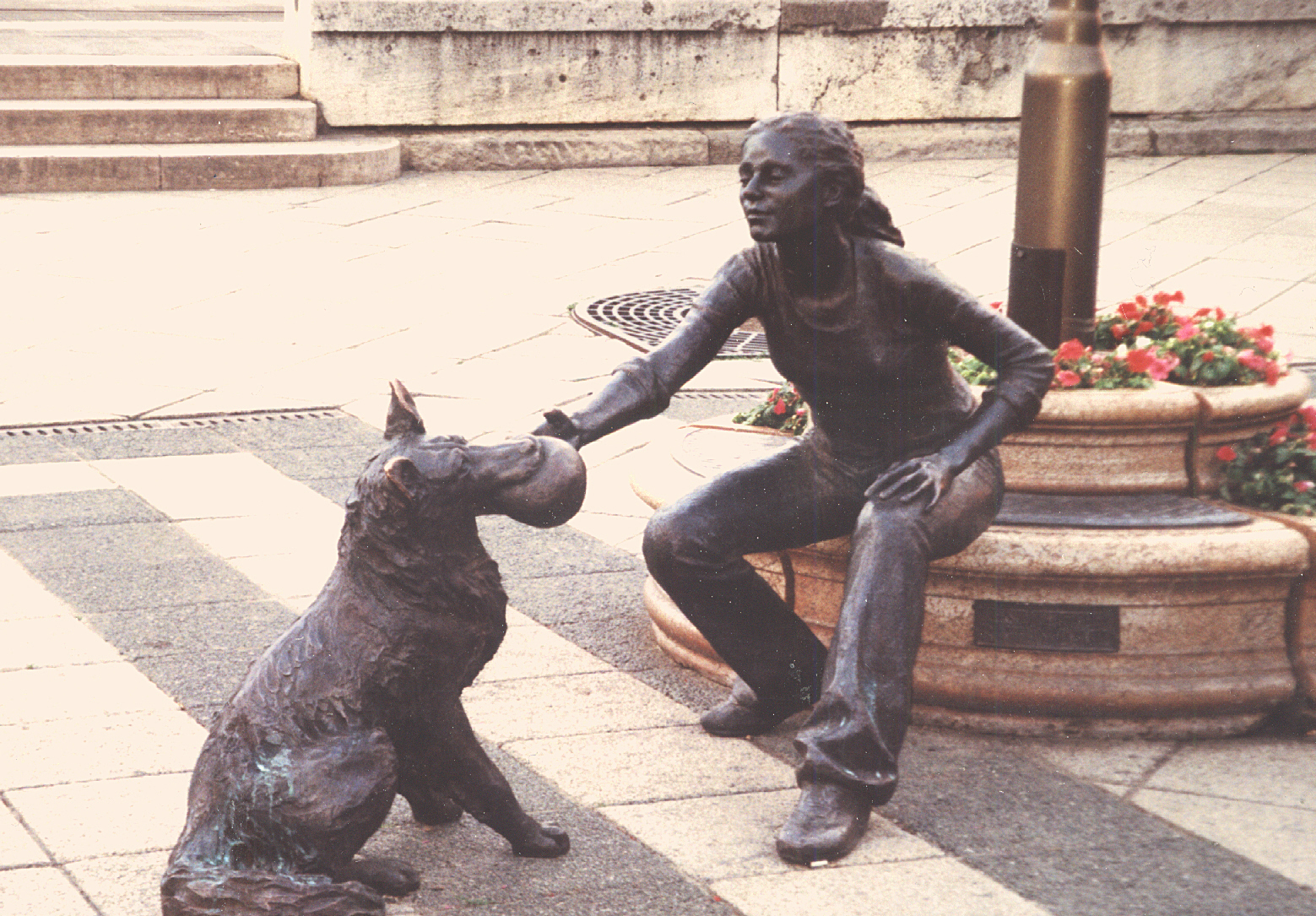
Дама с собакой. Будапешт, Венгрия
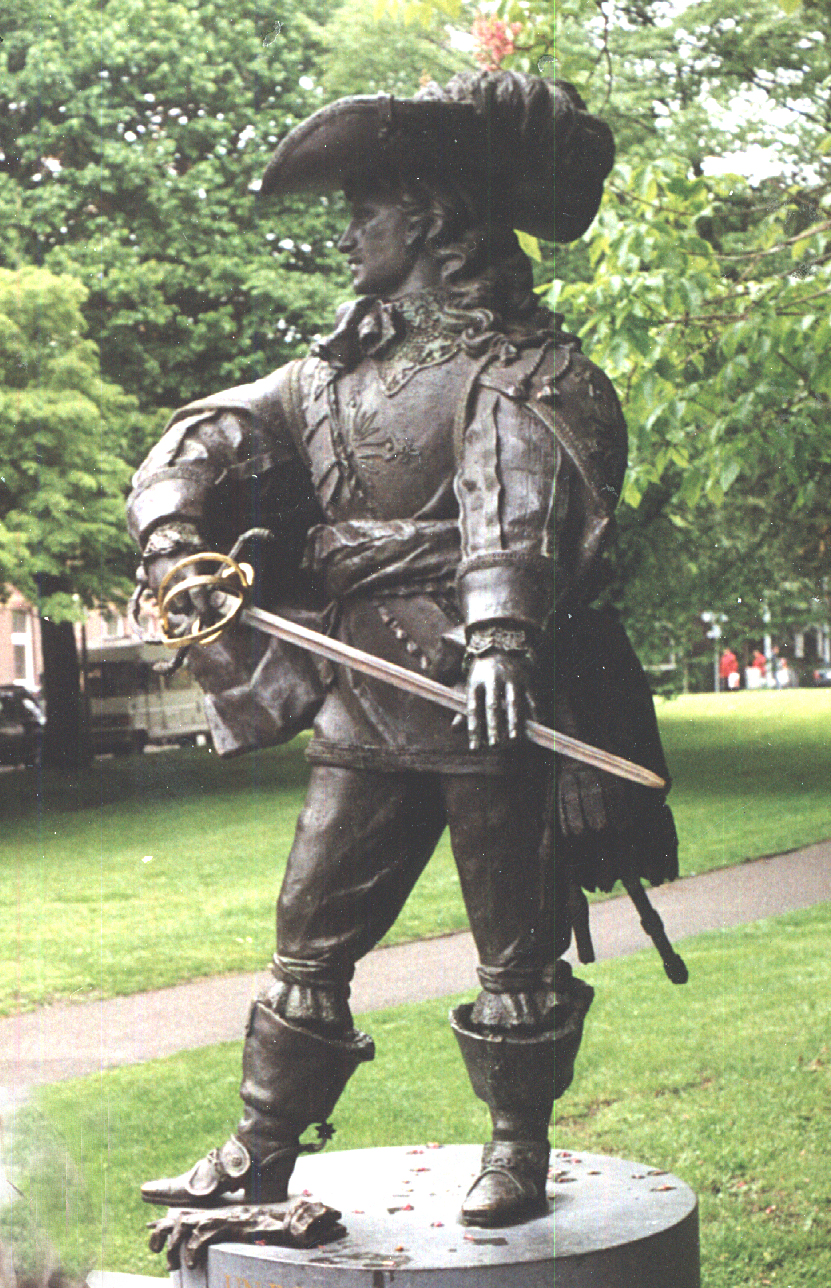
Памятник мушкетерам. Маастрихт, Нидерланды
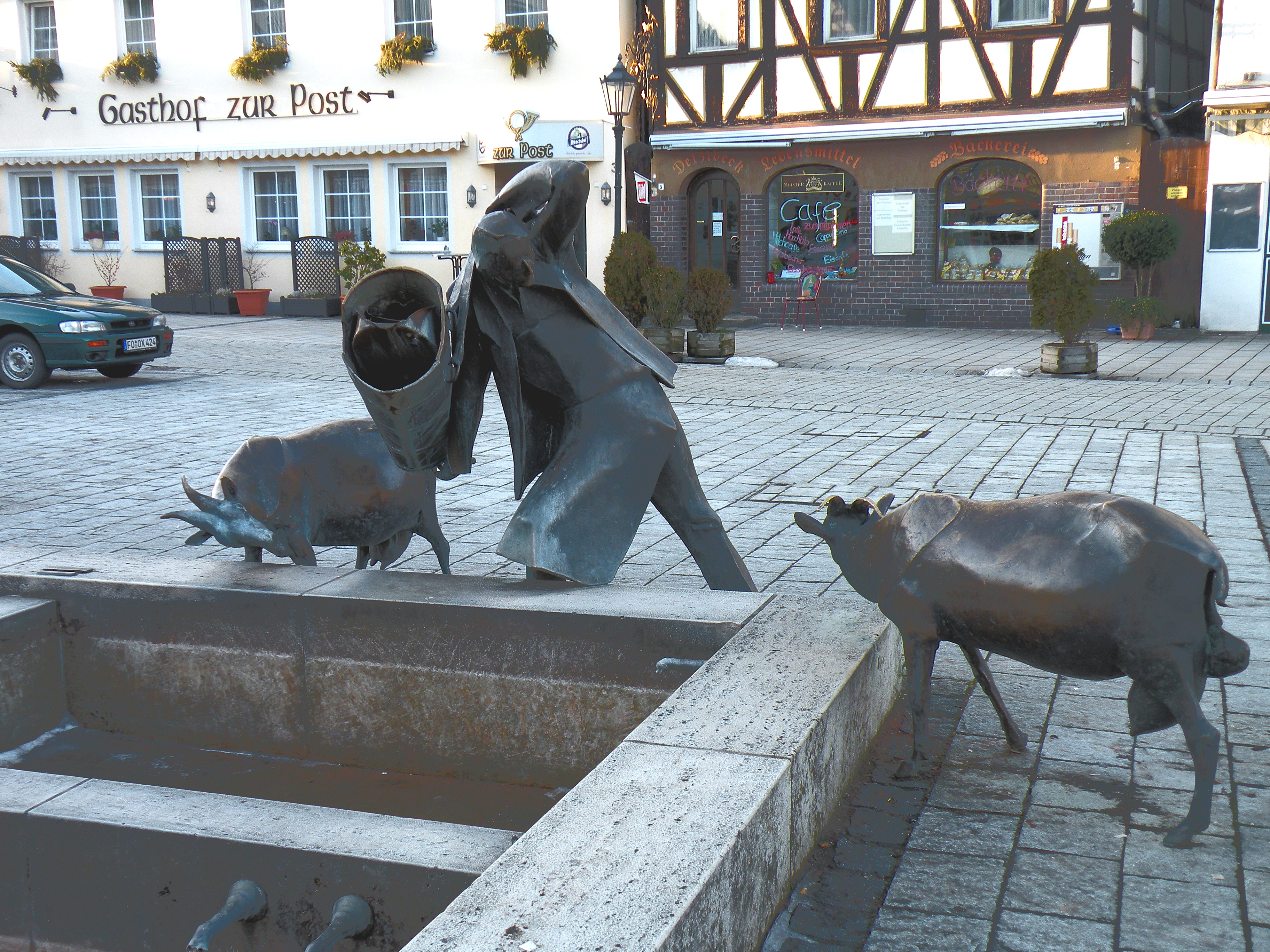
Водопой. Эберманштадт, Германия
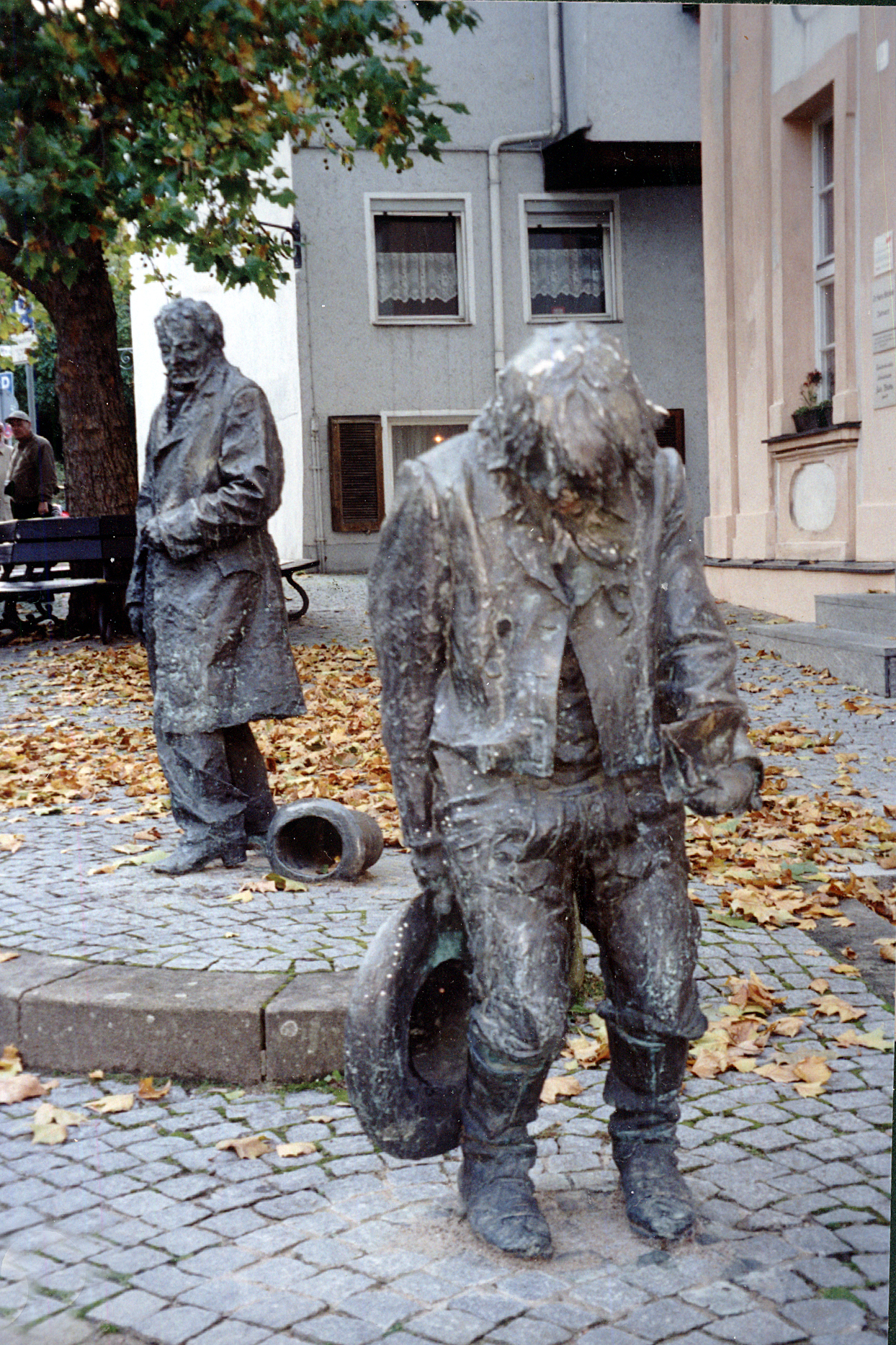
Каспер Хаузер и его неизвестный убийца. Ансбах, Германия
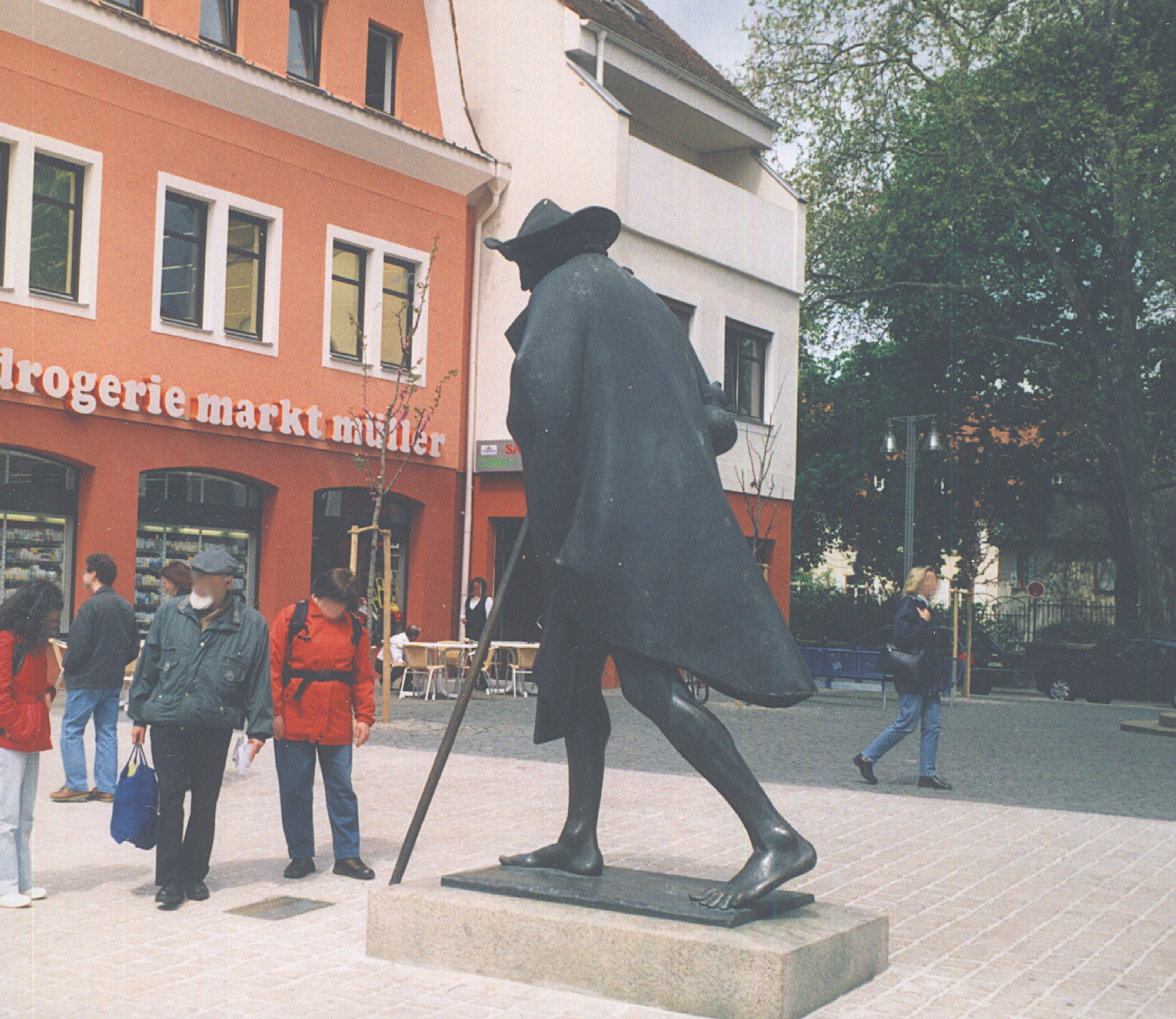
Пилигрим. Шпайер, Германия
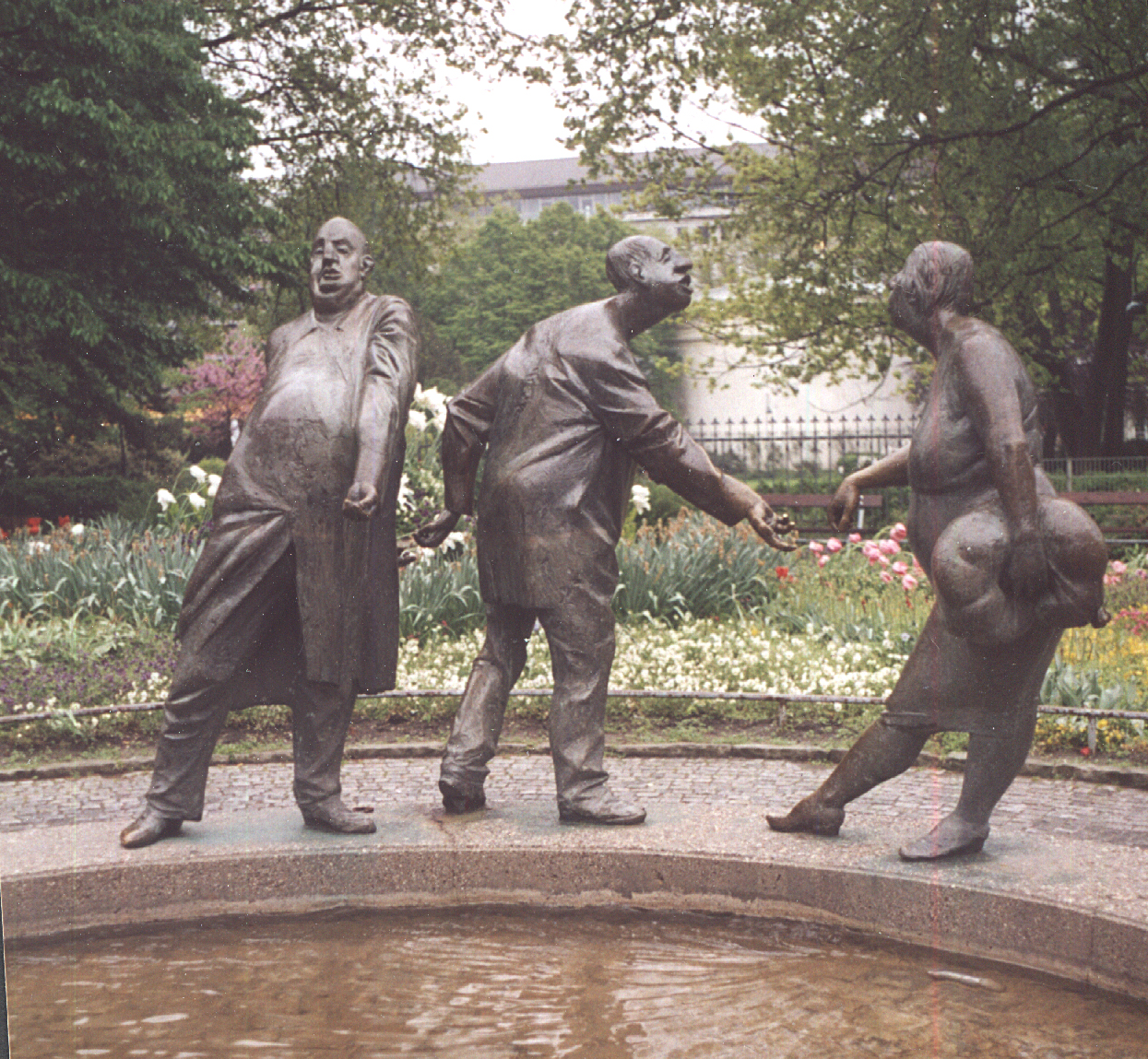
Аллегория. Аахен, Нидерланды
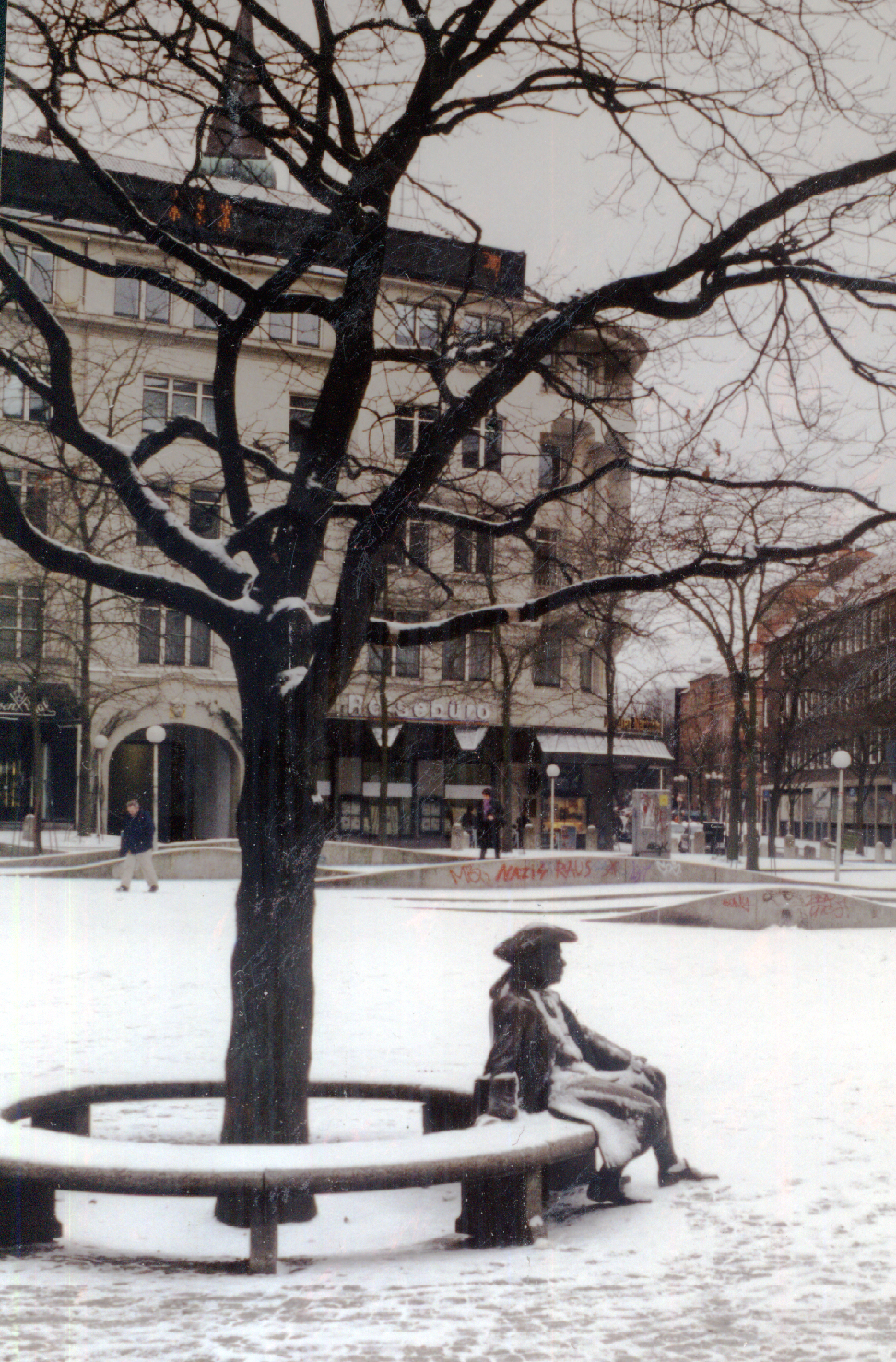
Сидящий. Киль, Германия
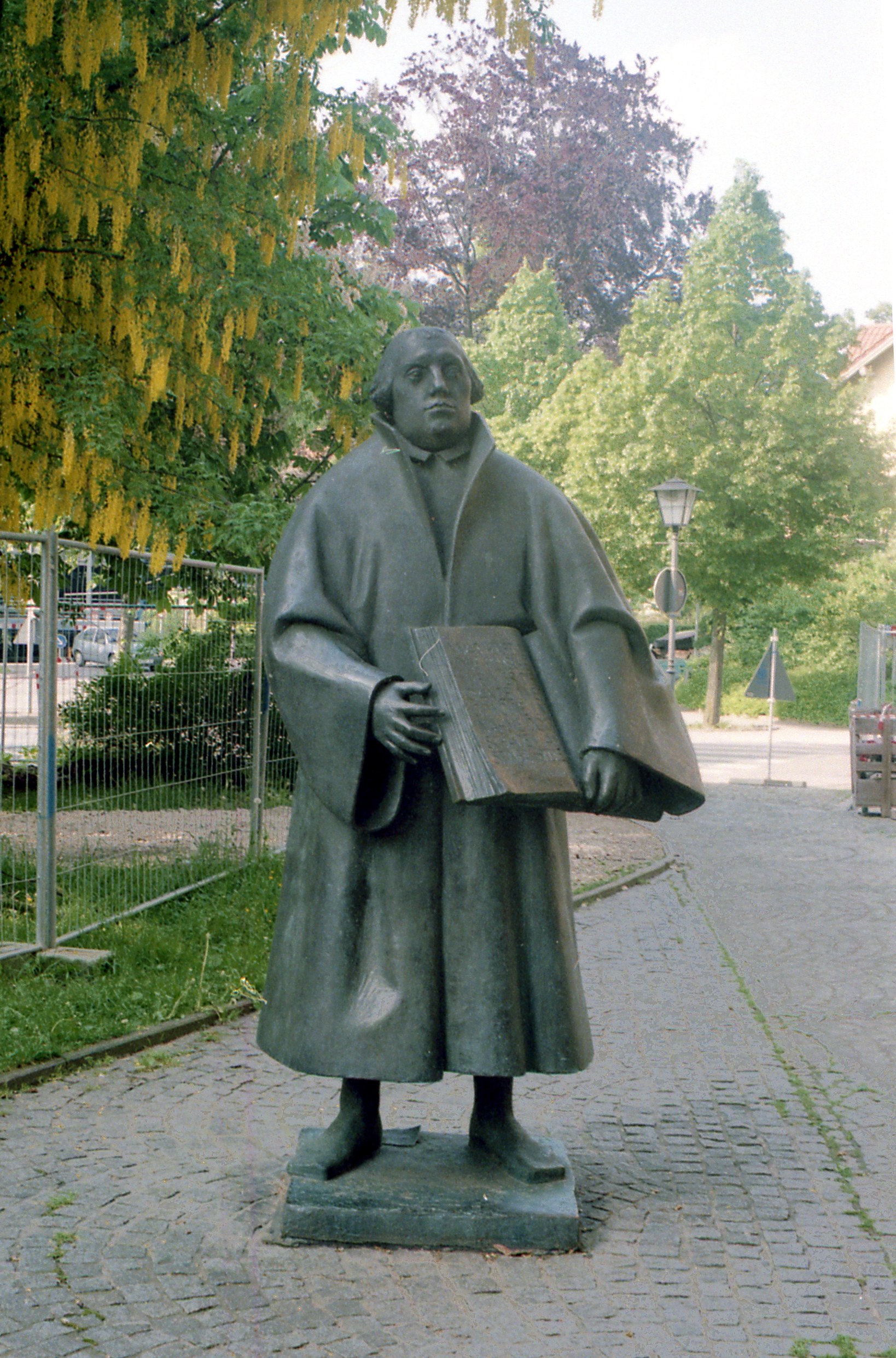
Лютер. Вайсенбург, Германия
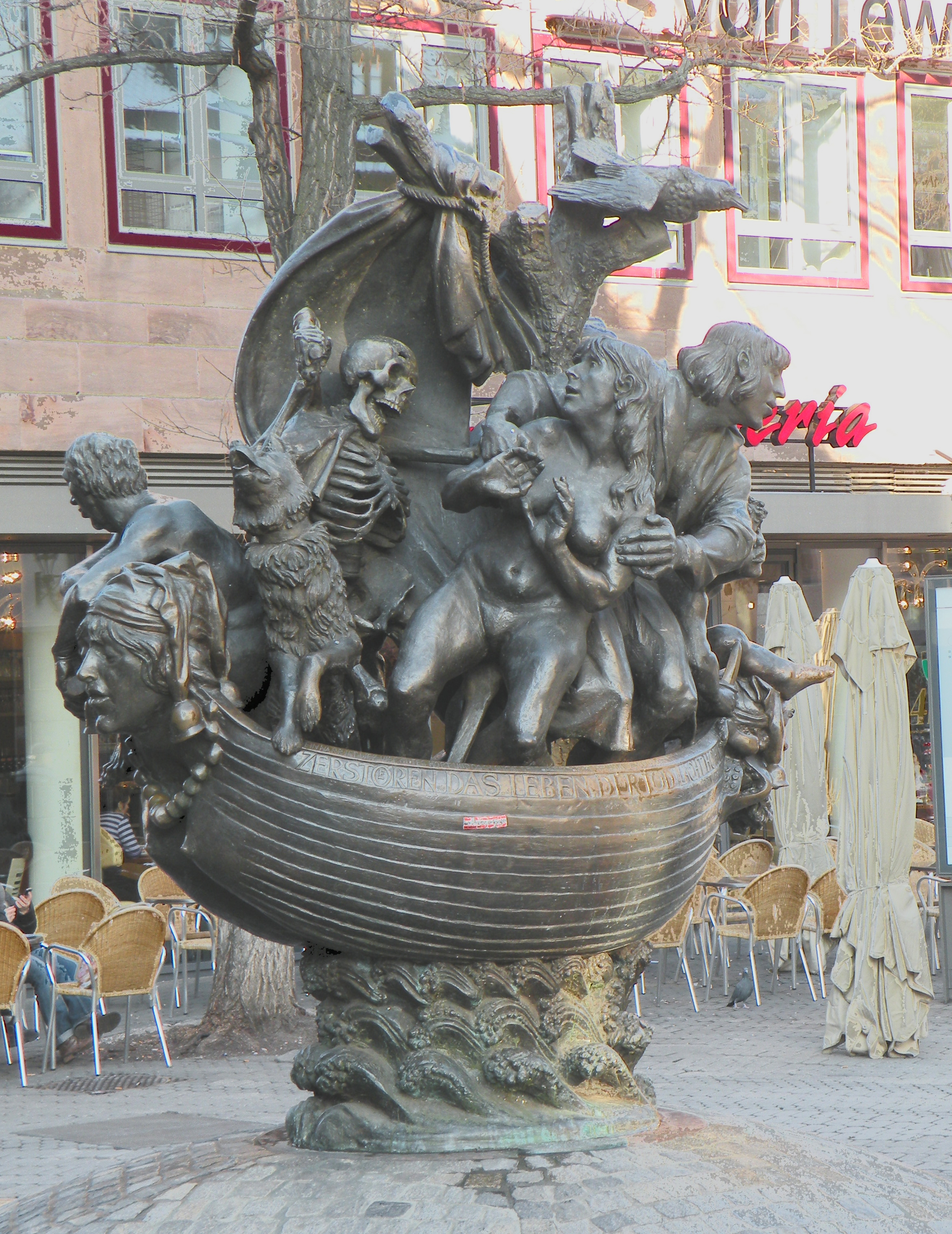
Корабль дураков. Нюрнберг, Германия
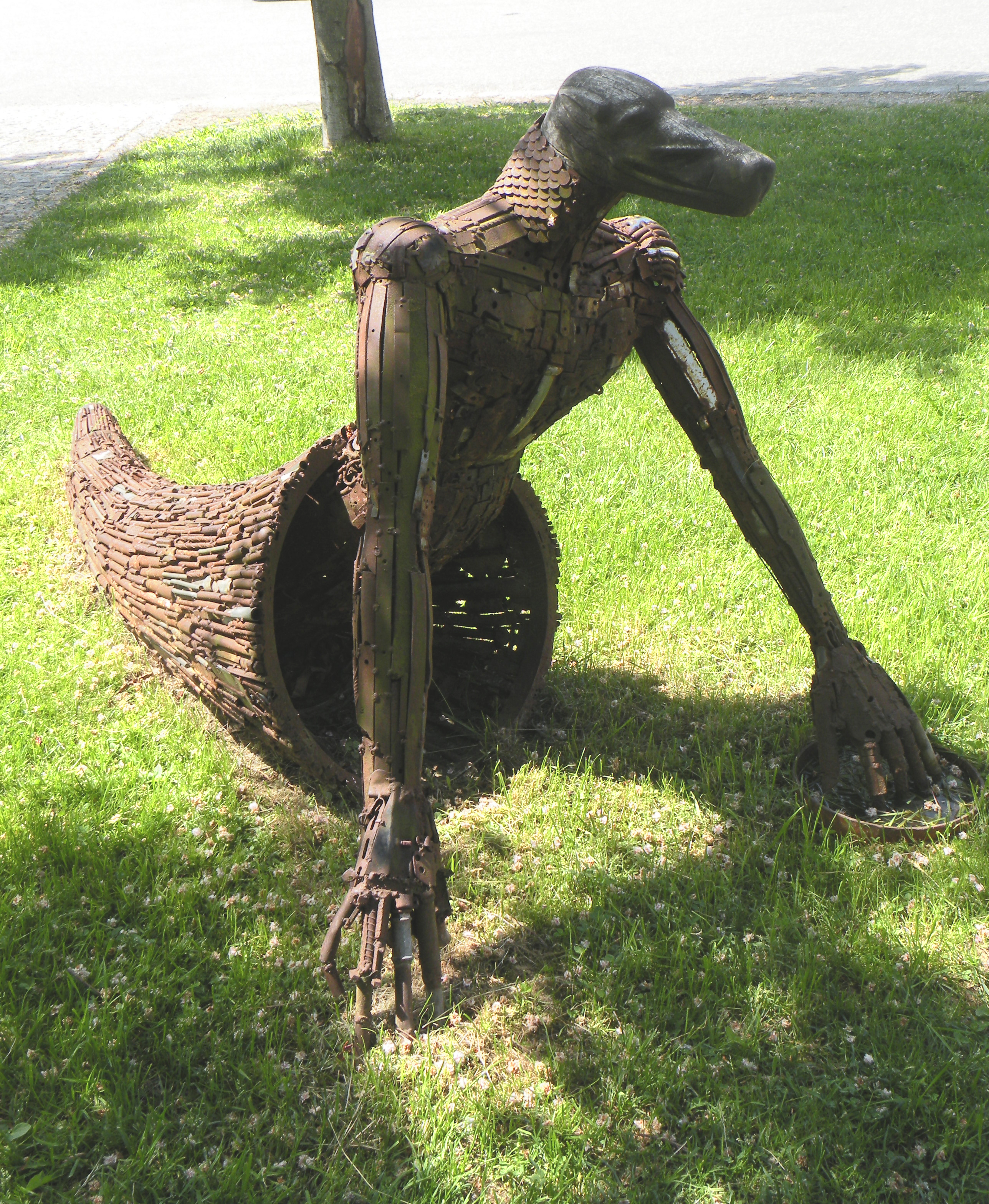
Павиан. Арнбрук, Германия
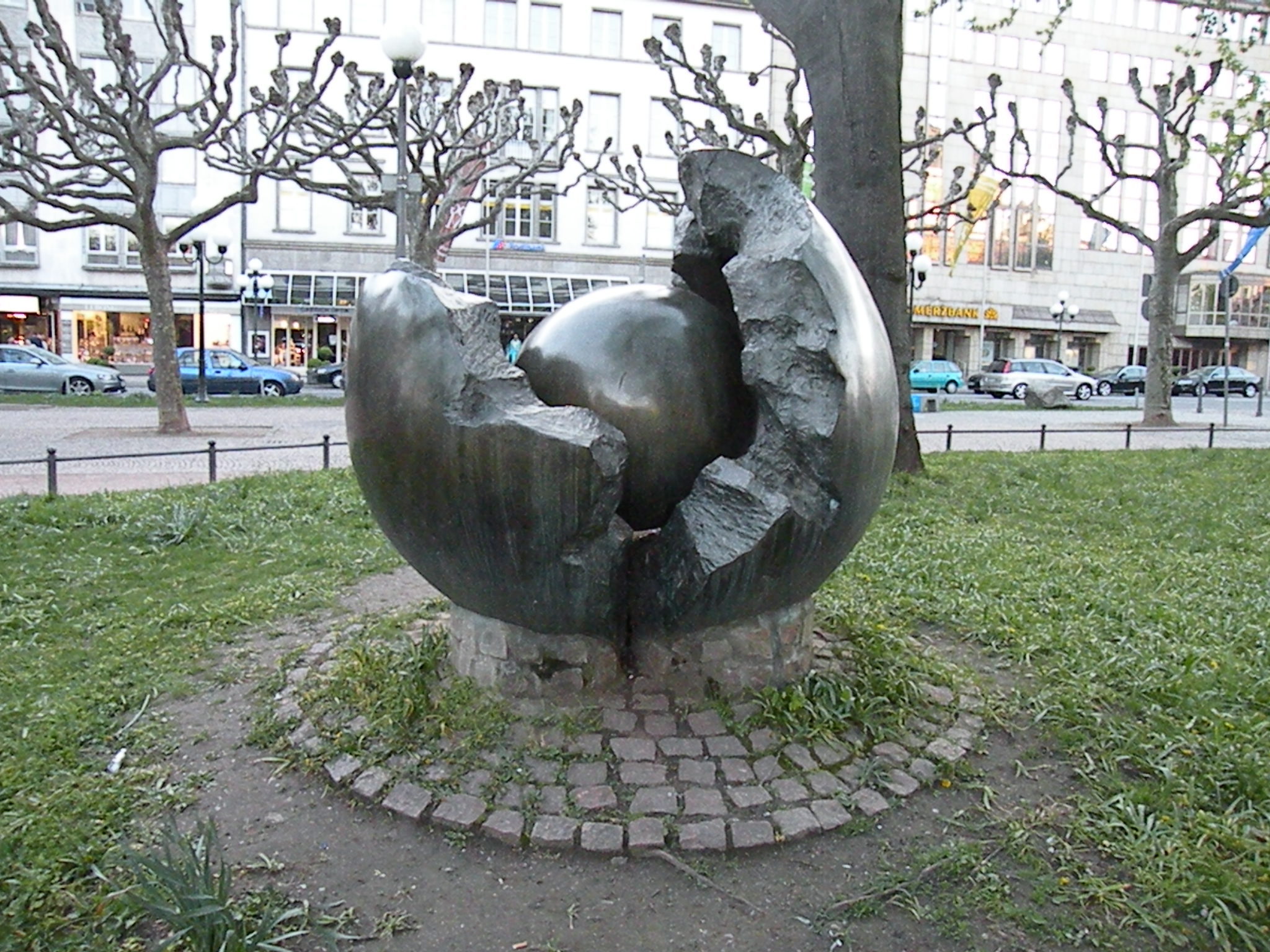
Рождение. Висбаден, Германия
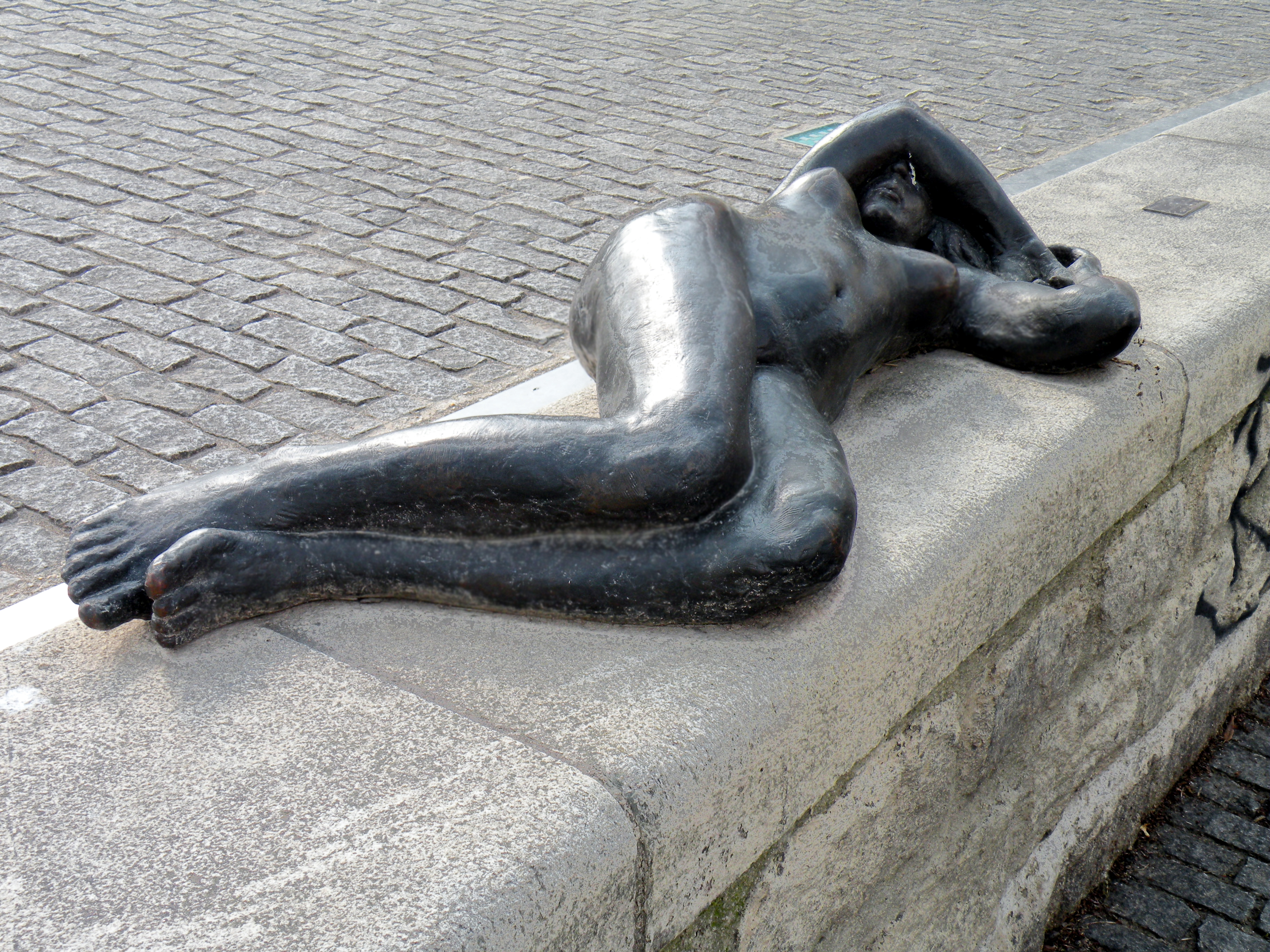
У воды. Кальмюнц, Германия

## В России
Многие города России изобилуют жанровой скульптурой, иногда выполненной по единому заказу городских властей (как во Владимире). Например, по Санкт-Петербургу расставлены памятники представителям устаревших профессий: фонарщик на Одесской улице, городовой на Малой Конюшенной улице, дворник на площади Островского, водовоз на Шпалерной улице.